# Herman & Diana Renz

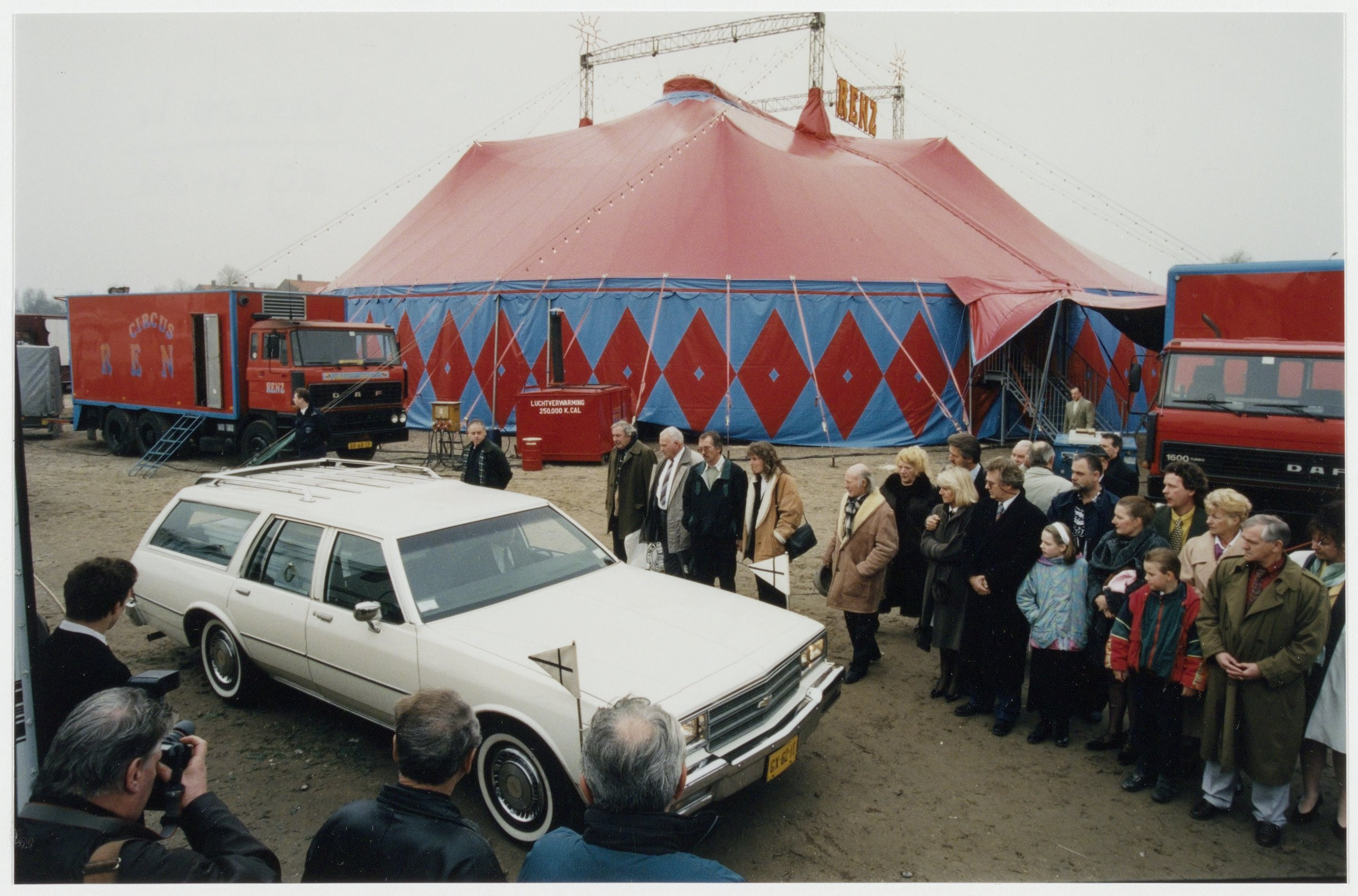
Uitvaart van het echtpaar bij hun circustent in Haarlem

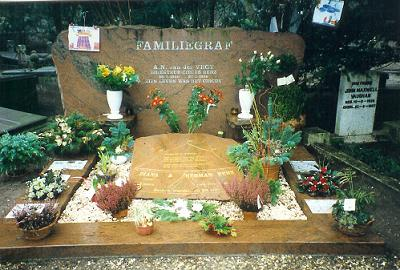
Graf van Herman en Diana Renz

Herman en Diana Renz, echte namen Herman van der Vegt (Hannover, Duitsland, 11 januari 1967 – Hapert, 13 maart 1996) en Diana Luycx (Nogales, Mexico, 16 juli 1966 – Hapert, 13 maart 1996), waren de oprichters in 1991 van hun Nederlands Nationaal Circus Herman Renz junior. Zij leidden tot hun dood in 1996 samen het Nederlands Nationaal Circus Herman Renz junior.

## Levensloop
Renz was de achterkleinzoon van Arnold van der Vegt die rond 1923 samen met zijn tweede vrouw Johanna Nederveen waren gestart met hun Nederlandsch Circus Renz. Na de dood van Renz' vader Nol van der Vegt in 1989 werd door zijn moeder het complete circus verkocht, uitgezonderd de dieren die van Herman Renz waren. Samen met zijn partner Diana Luycx ging Renz aan de slag bij verschillende circussen in Frankrijk, waaronder Circus Achilles Zavatta. In 1991 startten Renz en Luycx een nieuw circus in Nederland; het Nederlands Nationaal Circus Herman Renz junior. Renz en Luycx verzorgden paarden-, olifanten- en exotennummers.
Elke winter werd een kerstwintercircus gepresenteerd in de stad Haarlem. In 1995 kregen Renz en Luycx uit handen van de Zwitserse circusdirecteur Fredy Knie jr. de Oscar Carré Trofee, voor hun paarden - olifantendressuur en de opzet van het nieuw circus. Eind 1995 werd een nieuwe circustent gekocht. Deze nieuwe tent werd in 1996 voor het nieuwe seizoen in gebruik genomen.
Op 13 maart 1996, enkele weken na de start van het nieuwe circusseizoen, startte de opbouwdag op bungalowpark Het Vennenbos in Hapert. Nadat Herman Renz en Diana Luycx niet waren komen opdagen bij een bespreking, trof bedrijfsleider Robert Ronday de twee dood aan in hun nieuwe woontrailer. De oorzaak bleek koolmonoxidevergiftiging. Het circus gelastte alle voorstellingen af en verkaste naar Haarlem waar in de circustent een uitvaartdienst werd gehouden. Na de plechtigheid vertrok de rouwstoet naar begraafplaats Zorgvlied in Amsterdam, waar het echtpaar werd bijgezet in het graf van Nol van der Vegt. Later dat jaar werd het circus door de moeder van Renz verkocht aan de families Steijvers en Olivier. Deze zetten het circus voort onder de naam Nederlands Nationaal Circus Herman Renz BV.